# Thomas Corneille

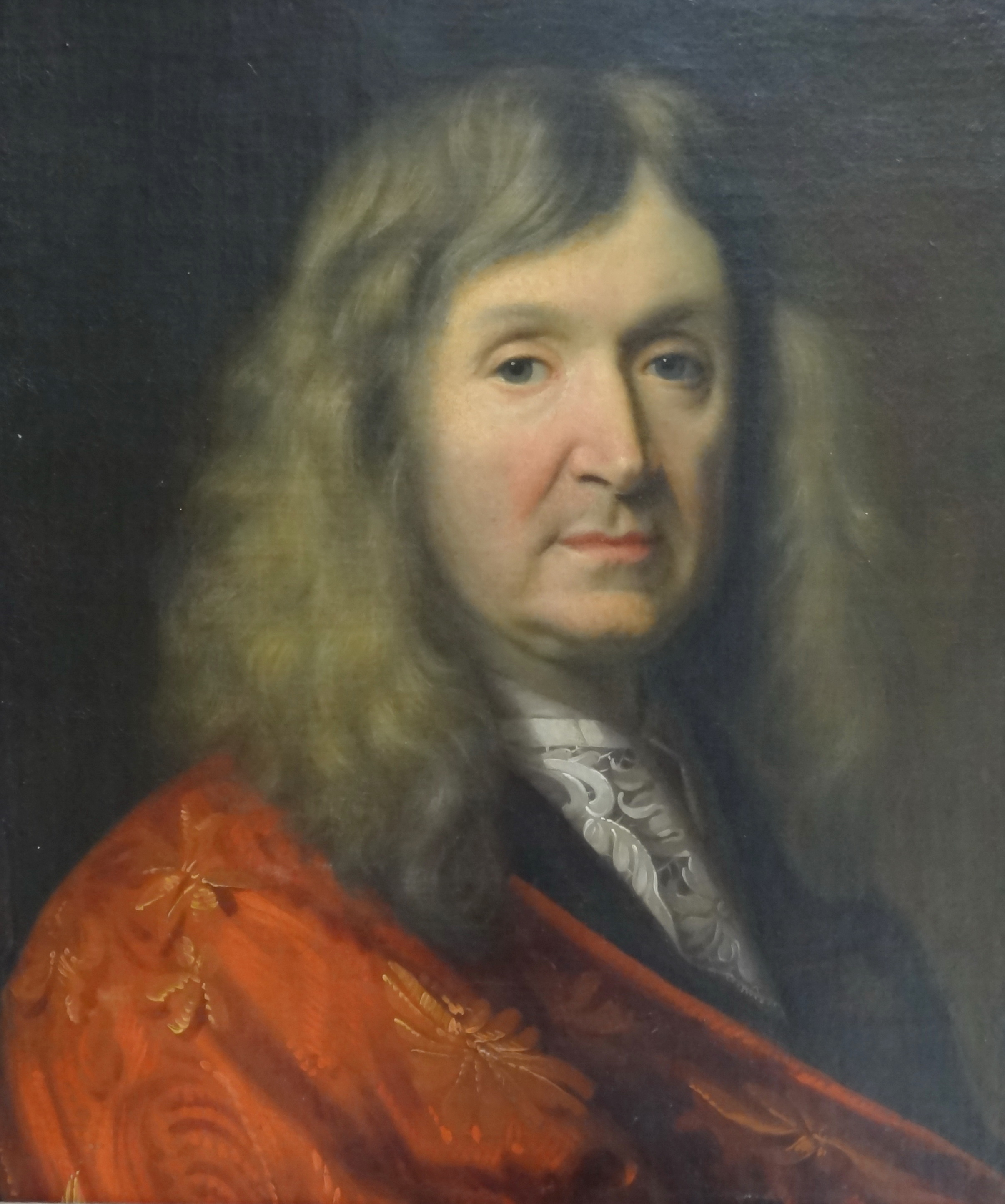
Portret van Thomas Corneille door Jacob van Loo

Thomas Corneille (Rouen, 20 augustus 1625 - Les Andelys, 8 december 1709) was een Frans jurist en auteur van toneelwerken.

## Levensloop
Thomas Corneille was de jongste zoon van advocaat Pierre Corneille (°1572), die in 1637 in de adel werd opgenomen, en van Marthe Le Pesant. Hij was negentien jaar jonger dan zijn broer, de dramaturg Pierre Corneille. Hij werd sterk beïnvloed door zijn broer, van wie hij het voorbeeld wilde volgen. Net zoals Pierre studeerde hij bij de jezuïeten. Hij promoveerde tot jurist en trouwde in 1650 met Marguerite de Lamperière, de zus van Pierres vrouw, volgde hem naar Parijs en werd, zoals hij, auteur van toneelwerk en lid van de Académie française. Ze kregen twee zonen, Mathieu en François.
Tijdens zijn studies bij de jezuïeten begon hij al met het schrijven van schoolse tragedies in Latijnse verzen. Hij nam ook deel aan de wedstrijden georganiseerd door de Palinods in Rouen en viel er in 1641 in de prijzen voor een berijmde ode in het Frans. Als jonge volwassene begon hij met komedies, hoofdzakelijk gebaseerd op Spaanse auteurs, zoals Calderon. Ondertussen voltooide hij de rechtenstudies en werd advocaat.
In 1656 produceerde hij voor het eerst een drama, genaamd Timocrate, gebaseerd op de roman Cléopâtre van Gautier de Costes de La Calprenède. Het werd een succes, met tachtig opeenvolgende uitvoeringen. Het succes bestendigde zich niet, en het stuk is nadien compleet in de vergetelheid geraakt.
Hij schreef vervolgens een veertigtal toneelstukken, in uiteenlopende genres: drama's, opera en comedies. Voor de opera schreef hij drie libretto's: Psyché met muziek door Lully, Bellérophon en Médée met muziek door Charpentier.
Hij schreef vaak met een coauteur, Jean Donneau de Visé, de stichter van het tijdschrift Le Mercure Galant. Thomas publiceerde ook in het tijdschrift.
Zijn twee belangrijkste drama's waren Le Comte d’Essex en Ariane. Ze hadden succes. Pierre Corneille verklaarde dat hij ze wel graag zelf had geschreven en ze werden nog decennialang opgevoerd.
In 1685 werd Thomas Corneille verkozen tot lid van de Académie française, in de veertiende zetel. Hij nam in deze zetel de opvolging van Pierre Corneille. Na hem bezetten enkele belangrijke personaliteiten de veertiende zetel. Onder henː Victor Hugo, Charles Leconte de Lisle en maarschalk Hubert Lyautey. De meest recente bezetter van deze zetel is Hélène Carrère d'Encausse, vast secretaris van de Académie.

## Werken
Théatre complet, 5 volumes, Parijs, Classiques Garnier, 2015-2018.
- Les Engagements du hasard, 1647
- Le Feint astrologue, 1648
- Don Bertran de Cigarral 1651
- L'Amour à la mode, 1651
- Le Berger extravagant, 1652
- Les Illustres ennemis, 1655
- Le Geôlier de soi-même ou Jodelet prince', 1655
- Timocrate, 1656
- Charmes de la voix, 1656
- Bérénice, 1657
- La Mort de l’empereur Commode, 1657
- Darius, 1659
- Le Galant doublé, 1660
- Stilicon, 1660
- Camma, reine de Galatie, 1661
- Persée et Démétrius, 1662
- Maximian, 1662
- Pyrrhus, 1663
- Antiochus, 1666
- Le Baron d’Albikrac, 1667
- Laodice, 1668
- La Mort d'Annibal, 1669
- La Comtesse d’Orgueil, 1670
- Théodat, 1672
- Ariane, 1672
- Le Comédien Poète, 1673
- La Mort d'Achille, 1673
- Don César d’Avalos, 1674
- L'Inconnu,1675
- Circé, 1675
- Le Triomphe des dames, 1676
- Le Festin de pierre, 1677
- Le Comte d'Essex, 1678
- Psyché, 1678
- Bellérophon (opéra), 1679
- La Devineresse, 1679
- La Pierre philosophale, 1681
- L'Usurier, 1685
- Le Baron des Fondrières, 1686
- Médée, 1693
- Les Dames vengées, 1695
- Bradamante, 1695